# Ndzana
Pour les articles homonymes, voir Ndzana (homonymie).
Ndzana est une localité de la région du Centre au Cameroun, localisée dans la commune d'Edzendouan et le département de la Méfou-et-Afamba.

## Population
En 1965, Ndzana comptait 472 habitants, principalement des Bamvele.
Lors du recensement de 2005, ce nombre s'élevait à 1 158.